# مقاطعة شهر بابك
مقاطعة بابك (بالفارسية: شهرستان شهربابک)؛ هي مقاطعة في محافظة كرمان في إيران. عاصمة المقاطعة هي شهر بابك. في تعداد عام 2006م، بلغ عدد سكان المقاطعة 100,192 نسمة في 22,973 عائلة. تنقسم المقاطعة إلى ناحيتين: الناحية المركزية وناحية دهج. وفيها خمس مدن هي: شهر بابك، وخرسند، وخاتون أباد، ودهج، وجوزم.